# Rogatien-Joseph Martin
Rogatien-Joseph Martin SSCC (ur. 15 marca 1849 w Geneston we Francji, zm. 27 maja 1912) – francuski duchowny rzymskokatolicki, sercanin biały, misjonarz, wikariusz apostolski Markizów.

## Biografia
15 października 1878 złożył śluby zakonne w Zgromadzeniu Najświętszych Serc Jezusa i Maryi oraz Wieczystej Adoracji Najświętszego Sakramentu Ołtarza.
11 kwietnia 1890 papież Leon XIII mianował go administratorem apostolskim wikariatu apostolskiego Markizów, a 3 czerwca 1892 wikariuszem apostolskim Markizów oraz biskupem tytularnym Verinopolis. 1 stycznia 1893 w kościele NMP Zwycięskiej (Notre Dame des Victoires) w San Francisco przyjął sakrę biskupią z rąk arcybiskupa San Francisco Patricka Williama Riordana. Asystował ks. John Joseph Prendergast.
Bp Martin zmarł 27 maja 1912.